# Звёздный прилив
«Звёздный прилив» (англ. Startide Rising, другой вариант названия — «Поднимается звёздный прилив») — научно-фантастический роман американского писателя Дэвида Брина, изданный в 1983 году. Роман принёс автору известность и признание читателей, во многом определив его дальнейший жизненный путь, и получил все три главные американские премии жанра — «Небьюлу» (1983), «Хьюго» (1984) и Локус (1984). Роман входит в состав первой трилогии цикла «Сага о Возвышении».

## Сюжет
Корабль с Земли под названием «Стремительный», в составе которого находятся люди, а также «возвышенные» ими расы дельфинов и шимпанзе, натыкаются на брошенный флот, предположительно принадлежащий легендарной расе прародителей, которую считают первой разумной расой в галактике, положившей начало Возвышению. В результате корабль становится объектом для преследования флотами других разумных рас. Скрываясь от преследования, получивший повреждения корабль оказывается на планете Китруп. Однако на ней перед экипажем встает немало проблем, а сама планета хранит много тайн.

## История создания и продолжения
Уже первый роман цикла, «Прыжок в Солнце» (1981 год), был хорошо принят как читателями. Но именно роман «Звёздный прилив», считающийся лучшим в цикле, принёс своему автору известность. Для обложки была использована иллюстрация, которую специально для романа создал художник Джим Бернс. В отличие от многих других произведений жанра «космическая опера», роман отличался глубокой продуманностью и сложностью схемы построения галактики и взаимодействия населяющих его рас. Основу сюжета составляет конфликт между «старыми» расами и молодой (по галактическим меркам) расой людей. В своих романах Брин ввёл понятие Возвышения (англ. Uplift) — процесса, благодаря которому неразумные расы получают разум от своих наставников - патронов.
Большой успех романа «Звёздный прилив» был закреплён выходом третьего романа цикла — «Война за Возвышение» (1987 год), получившего премию «Хьюго». Спустя восемь лет автор вернулся к циклу, написав вторую трилогию, в которую вошли романы «Риф яркости» (1995 год), «Берег бесконечности» (1996 год) и «Небесные просторы» (1997 год), а также повесть «Искушение» (1999 год). Однако успех романов первой трилогии повторить не удалось.
Также в 2002 году была выпущена посвящённая циклу энциклопедия «Contacting Aliens: An Illustrated Guide To David Brin's Uplift Universe».
Роман неоднократно переиздавался на английском языке и был переведён на многие другие языки.

## Награды
- Премия «Небьюла» за лучший роман (1983)
- Премия «Хьюго» за лучший роман (1984)
- Премия «Локус» за лучший научно-фантастический роман (1984)

## Переводы

### На русском
- На русском языке роман "Звёздный прилив" впервые был опубликован в 1995 году в переводе Александра Грузберга[4]. В этом переводе роман переиздавался дважды — в 1998[5] и 2002 годах[6].

### На других языках
- На болгарском: "Звездна вълна се надига", 1994.
- На датском: "Stjerneflod"', 1988.
- На испанском: "Marea estelar", 1986.
- На итальянском: "Le maree di Kithrup", 1985.
- На китайском: 星潮汹涌, 1998; 星潮闪电, 2001.
- На корейском: "시간의 강" ("시간여행 SF 걸작선"), 1995.
- На немецком: "Sternenflut", 1985, 1993, 2000.
- На польском: "Gwiezdny przypływ", 1997.
- На сербском: "Подизање звездане плиме", 1988.
- На финском: "Tähtisumu täyttyy", 1987.
- На французском: "Marée stellaire", 1998, 2001.
- На шведском: "Vid stjärnhavets strand", 1990.